# خشب مر
كاسِيَّة أو خشب مُرّ أو قصب مر (الاسم العلمي Quassia amara)، شجيرة من فصيلة السذابيات السمروبيات موطنها الغويان. ساقها منتصبة فرعاء تعلو من 3 إلى 5 أمتار. أوراقها متعاقبة مركبة ثلاثية أو خماسية الوريقات الإهليلجية الشكل. أزهارها خنثوية، حمراء، عنقودية التجميع، تاجية الارتكاز. أخشابها طبية تدعى خشب سورينام يستخرج منها مادة مرة تدعى كاسين شائعة الاستعمال الطبي.